# Przepływy pieniężne
Przepływy pieniężne (ang. cash flow) – wpływy lub wypływy środków pieniężnych oraz ekwiwalentów środków pieniężnych.